# Makhosi Vilakati
Makhosi Vilakati (Suazilandia, 22 de julio de 1980-Sudáfrica, 23 de enero de 2021) fue un abogado y político suazi, que se desempeñó como Ministro del Trabajo de ese país.

## Biografía
Realizó sus estudios secundarios en Labamba National High, completándolos en 2000. En 2001 ingresó a la Universidad de Suazilandia, de donde se graduó en 2006 con un diplomado en Leyes. Entre 2007 y 2008 trabajó en la Autoridad de Televisión de Suazilandia.
En 2009 se convirtió en abogado de la Corte Suprema de Suazilandia, cargo que ocupó hasta 2018.
Era propietario de un bufete de abogados. Se desempeñó como miembro del Parlamento, habiendo sido elegido en noviembre de 2018.
También se desempeñó como Diplomático, siendo nombrado como representante de Suazilandia en el 14° encuentro regional africano, siendo un activo promotor de la Declaración de Abiyán, que implementó un importante avance en las políticas de seguridad laboral de África.
Falleció el 23 de enero de 2021, en un hospital de Sudáfrica, debido a complicaciones derivadas del COVID-19. Según informó el Primer Ministro Interino, Themba Masuku, Vilakati primero había recibido tratamiento en Lubombo, pero después empeoró, por lo que tuvo que trasladarse a ser tratado en Sudáfrica. Así, se convirtió en el segundo Ministro suazi en morir por la pandemia del COVID-19, después del Ministro de Servicios Públicos, Christian Ntshangase.
Fue enterrado el 29 de enero de 2021, en un funeral de Estado liderado por Samson Mhlanga, representante del rey Mswati III.